# 阿蒂利奥·卡拉特罗尼
阿蒂利奥·卡拉特罗尼（義大利語：Attilio Calatroni，1950年7月18日—），意大利前男子击剑运动员。他曾代表意大利参加1976年夏季奥林匹克运动会击剑比赛，结果获得男子团体花剑的银牌。